# أراليا شبه قلبية

أراليا شبه قلبية (الاسم العلمي:Aralia subcordata)  هو نوع من النباتات يتبع جنس الأراليا من الفصيلة الأرالية                            .	